# پاول پانوف
پاول پانوف (بلغاری: Павел Гeopгиeв Панов؛ ۱۴ سپتامبر ۱۹۵۰ – ۱۸ فوریهٔ ۲۰۱۸) بازیکن و مربی فوتبال اهل بلغارستان بود.
از باشگاه‌هایی که در آن بازی کرده‌است می‌توان به باشگاه فوتبال آریس سالونیک، باشگاه فوتبال بوتو پلوودیو، باشگاه فوتبال لوکوموتیو صوفیه، و باشگاه فوتبال لفسکی صوفیه اشاره کرد.
وی همچنین در تیم‌های ملی فوتبال زیر ۲۱ سال بلغارستان و بلغارستان بازی کرده‌است.